# جف بورن
جف بورن (انگلیسی: Jeff Bourne; ۱۹ ژوئن ۱۹۴۸ – ۳۱ ژوئیهٔ ۲۰۱۴) بازیکن فوتبال اهل بریتانیا بود.
از باشگاه‌هایی که در آن بازی کرده‌است می‌توان به باشگاه فوتبال کریستال پالاس، باشگاه فوتبال دربی کانتی، باشگاه فوتبال برتون آلبیون، و باشگاه فوتبال شفیلد یونایتد اشاره کرد.